# بوب باين
بوب باين (بالإنجليزية: Bob Bain)‏ هو عازف قيثارة جاز أمريكي، ولد في 26 يناير 1924 في شيكاغو في الولايات المتحدة، وتوفي في يونيو 2018.

## وصلات خارجية
- بوب باين على موقع IMDb (الإنجليزية)
- بوب باين على موقع ميوزك برينز (الإنجليزية)
- بوب باين على موقع إن إن دي بي (الإنجليزية)
- بوب باين على موقع أول ميوزيك (الإنجليزية)
- بوب باين على موقع ديسكوغز (الإنجليزية)